# Créteil
Créteil es una ciudad y comuna francesa situada en el departamento de Valle del Marne, de la región de Isla de Francia.
Los habitantes se llaman Cristoliens y Cristoliennes.

## Geografía
La ciudad forma parte del área metropolitana de París. Está regada por el río Marne. El territorio es parte de una llanura aluvial de la que sobresale la colina de Mont-Mesly, de 74 metros, punto más elevado de la ciudad. Las crecidas del río Marne (1658, 1740, 1802, 1817, 1837, 1840, 1841, 1892, 1896, 1910, 1919, 1920, 1924, 1930, 1944, 1955, 1959 y 1970) han marcado la historia de la ciudad, que también ha sufrido como consecuencia de las grandes crecidas del Sena (la de 1910 por ejemplo), ya que este río pasa pocos kilómetros al oeste de Créteil.
El lago de Créteil, de unas 40 hectáreas, es artificial, fruto de la reconversión en los años 1970s de una antigua cantera.

## Historia
El emplazamiento de Créteil parece haber estado habitado en el  neolítico (5000 a. C.), por los restos arqueológicos encontrados.
Única aldea de la región parisina  con tradición hagiográfica, Créteil fue cristianizada muy tempranamente. Entre los siglos V y VIII, San Agoard y San Agliberto fueron muertos en el lugar. Sus reliquias fueron conservadas en la cripta de la iglesia.
En la Edad Media, los campos de Créteil fueron parte de señoríos eclesiásticos. Alrededor de la iglesia, construida del siglo XI al XIII (en estilos románico y gótico), crecen las granjas. A lo largo de la calle principal se agrupan casas de madera y piedra del país, seguidas en los siglo XIV y XV por casas edificadas sobre bodegas abovedadas. Más allá se encuentra el Hôtel de la Prévôté, sede de la administración señorial, con  el horno y el molino comunales. La población se encuentra entonces encerrada entre muros, flanqueados por torres y atravesados por puertas. Más lejos se encuentra la aldea de Mesly y  Notre-Dame des Mèches que es un lugar de peregrinación.
En su major parte, los habitantes de Créteil eran labradores o viñadores, pero también albañiles, barberos o herreros. Su vida iba al ritmo marcado por las circunstancias: guerras, hambrunas, saqueos, crecidas del Marne, epidemias.
En los siglos XVII y XVIII, Créteil se transforma en un auténtico burgo, sede de la Prévôté du Greffe et du Tabellionnage. Hay una escuela de niños y una de niñas. Aparecen algunos comercios en la calle principal. Las canteras de piedra de Buttes y Buisson y las de yeso de Mont-Mesly están en explotación. París está  a una hora a caballo, por lo que los habitantes de Créteil se dirigen a la capital para sus negocios, y en sentido inverso los parisinos compran casas de campo en Créteil.
Bajo la Revolución, numerosos habitantes de Créteil participaron en la redacción de cuadernos de quejas y marcharon hasta la capital. Se eligió entonces el primer consistorio. Los dominios de los antiguos señoríos, ahora propiedad de la nación, son subastados.
Tras el periodo napoleónico, Créteil vivió momentos duros. Sus habitantes fueron enrolados en el ejército. Las tropas rusas occuparon la región.
Con el Segundo Imperio, la villa mejoró su aspecto. Se construyeron buenas casas para una comunidad de 2 500 habitantes. Algunos artistas resultan seducidos por su encanto : Victor Hugo, Charles Ransonnette, Cézanne. Los miembros de l'Abbaye, jóvenes artistas y escritores, se instalaron más tarde, en  1906.
Se crearon empresas: la hojalatería Vapereau (1869), la orfebrería Boulanger (1870); una presa hidráulica se construyó entre las islas Peupliers y Saint-Maur.
La guerra estalla en 1870 y la ciudad es evacuada hacia París. Los prusianos arruinaron y saqueron la ciudad, los campos quedaron devastados.
En los combates de Mont-Mesly hubo 189 muertos el 30 de noviembre de 1870.
Con la vuelta de la paz, los campos van cediendo su lugar a las edificaciones. Las viñas disaparecieron. En 1874, el ayuntamiento se instala en la casa Rabourdin (actual Maison du Combattant) donde permaneció un siglo. Alrededor se construyen tres escuelas, una casa-cuna y las instalaciones de los bomberos.
En 1914, el país está de nuevo en guerra. Los movilizados son numerosos, y también los muertos.
En  los años 1920s y 1930s, nacen nuevas barriadas. Se construyen nuevos equipamientos: el grupo escolar Victor Hugo, el hospital intercomunal, un cine en la calle mayor, dos salas de fiestas, el mercado. La iglesia se restaura. El carácter agrícola aún perduraba, si bien aparecían ya nuevas industrias (fábrica de lápices Marquise, explotaciones de arena en la llanura). El  número de habitantes de Créteil era 11 600. Los autobuses, que reemplazan a los tranvías, aseguran las comunicaciones rápidas con París.
Tras la Segunda Guerra Mundial, en la que todos los habitantes de Créteil conocieron la ocupación alemana y los bombardeos, Créteil se transforma en una auténtica ciudad, en la que se construyen nuevos barrios: les Bleuets, les Emouleuses, la cité du Mont-Mesly y le Fief entre 1950 y 1960.
Bajo el mandato del General Billotte (1965-1977), se escogió a Créteil  como capital del nuevo departamento de Valle del Marne (1965) y se inició la realización de la zona urbana de Nouveau Créteil (1968-1974), donde se construyeron 6 000 vivivendas y su equipamiento, en las cercanías de los edificios administrativos (hospital Henri Mondor 1964, Prefectura 1968, Ayuntamiento 1972, Palacio de Justicia 1976); también se construyó una zona lúdica.

## Administración y política
En el referendo sobre la Constitución Europea ganó el No con un 54,65% de los votos.
Algunos resultados electorales recientes (primeras vueltas del sistema francés):
| Extrema izquierda | Dos listas de izquierda (socialistas, comunistas y otros) | Ecologistas | Dos listas de la derecha tradicional | Frente Nacional | Extrema derecha |
| ----------------- | --------------------------------------------------------- | ----------- | ------------------------------------ | --------------- | --------------- |
| 5,6%              | 45,9%                                                     | 3,0%        | 33,0%                                | 10,8%           | 1,7%            |

## Demografía
| 120 hogares | 120 hogares | 126 hogares | 111 hogares | 132 hogares | 135 hogares | 151 hogares | 184 hogares | 187 hogares | 184 hogares | 211 hogares | 208 hogares | Fuentes : Ayuntamiento de Créteil | Fuentes : Ayuntamiento de Créteil | Fuentes : Ayuntamiento de Créteil | Fuentes : Ayuntamiento de Créteil | Fuentes : Ayuntamiento de Créteil | Fuentes : Ayuntamiento de Créteil | Fuentes : Ayuntamiento de Créteil | Fuentes : Ayuntamiento de Créteil | Fuentes : Ayuntamiento de Créteil | Fuentes : Ayuntamiento de Créteil | Fuentes : Ayuntamiento de Créteil | Fuentes : Ayuntamiento de Créteil |

| 946 | 979 | 1 000 | 1 270 | 1 496 | 1 607 | 1 826 | 1 721 | 1 546 | 1 733 | 2 412 | 2 541 | 2 823 | 2 955 | 3 430 | 4 045 | 4 090 | 4 208 | 4 923 | 5 500 | 6 116 | 8 169 | 9 612 | 11 596 | 11 755 | 11 008 | 13 793 | 30 403 | 49 197 | 59 023 | 71 693 | 82 088 | 82 154 | 88 400 | 89 410 | 90 528 | 90 739 |
| Para los censos de 1962 a 1999 la población legal corresponde a la población sin duplicidades (Fuente: INSEE [Consultar]) |     |       |       |       |       |       |       |       |       |       |       |       |       |       |       |       |       |       |       |       |       |       |        |        |        |        |        |        |        |        |        |        |        |        |        |        |

## Economía
Según el censo de 1999, la distribución de la población activa por sectores era:
| agricultura | industria | construcción | servicios |
| ----------- | --------- | ------------ | --------- |
| 0,1%        | 8,4%      | 3,1%         | 88,4%     |

## Transportes
Dispone de acceso a la red de transportes públicos de la Isla de Francia, destacando la línea 8 del Metro de París, de la que hay actualmente cuatro estaciones en servicio: Créteil - L'Échat, Créteil - Université, Créteil - Préfecture y Pointe du Lac.

## Hermanamientos
- Salzgtter (Alemania)
- Ereván (Armenia)
- Cotonú (Benín)
- Playa (Cuba)
- Mataró (España)
- Les Abymes (Guadalupe (Francia))
- Kiryat Yam (Israel)
- Falkirk (Reino Unido)